# Alto Lomami
Alto Lomami (em francês: Haut-Lomami) é uma província da República Democrática do Congo. Localizada no sudeste do país, foi criada com a Constituição de 2006. Tem uma população de 2 540 127 (estimativa 2005). Sua capital é a cidade de Camina.